# بقشة يمنية

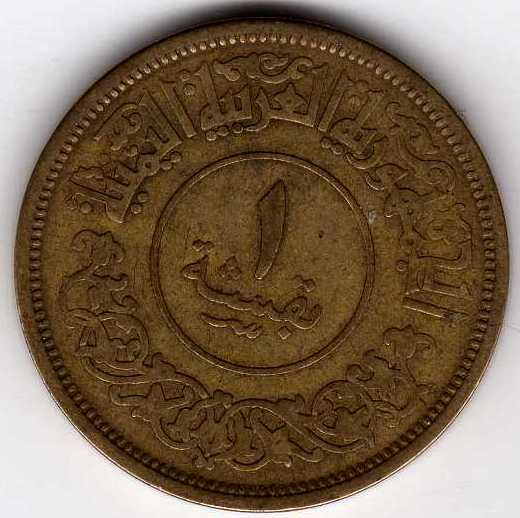
1 بقشة

البُقْشَة هي وحدة نقدية سابقة كانت تستخدم في المملكة المتوكلية اليمنية والجمهورية العربية اليمنية. تشكل 40 بقشة واحد ريال يمني.
البقشة عملة برونزية سمكها حوالي 27 مم. وقد استخدمت هذه العملة بعد الاستقلال اليمني من الإمبراطورية العثمانية.
كانت في الأصل تستخدم البقشة كجزء من الريال العمادي وفي ما بعد الريال الحمدي. وعندما طرح الريال اليمني، قرر أن 40 بقشة تساوي واحد ريال، وذلك لتسهيل الانتقال.

## الفئات
| الفئة  | الأمام | الخلف |
| ------ | ------ | ----- |
| 1 بقشة |        |       |
| 2 بقشة |        |       |